# Xanthopimpla varimaculata
Xanthopimpla varimaculata (лат.) — вид перепончатокрылых наездников-ихневмонид рода Xanthopimpla из подсемейства Pimplinae (Pimplini, Ichneumonidae).

## Распространение
Юго-Восточная Азия. Вьетнам, Индия, Китай.

## Описание
Среднего размера перепончатокрылые насекомые. Основная окраска жёлтая с небольшими чёрными пятнами. Боковые чёрные пятна на среднеспинке соединяются сзади с чёрной отметиной впереди щитика; проподеум с областью «area superomedia», сливающейся со вторым латеральным и петиолярным полями; срединная часть заднего поперечного валика отсутствует; тергит 3 с V-образной чёрной меткой; яйцеклад в 0.8–1.0 раза больше задней голени. Предположительно, как и близкие виды паразитирует на гусеницах и куколках бабочек (Lepidoptera).
Вид был впервые описан 1907 году, а валидный статус таксона подтверждён в ходе ревизии, проведённой в 2011 году энтомологами из Вьетнама (Nhi Thi Pham; Institute of Ecology and Biological Resources, Ханой, Вьетнам), Великобритании (Gavin R. Broad; Department of Entomology, Natural History Museum, Лондон, Великобритания), Японии (Rikio Matsumoto; Osaka Museum of Natural History, Осака, Япония) и Германии (Wolfgang J. Wägele; Zoological Reasearch Museum Alexander Koenig, Бонн, Германия).